# شريان سحائي أوسط
الشريان السحائي الأوسط أو الشريان السحائي المتوسط (بالإنجليزية:Middle meningeal artery) هو الفرع الثالث من الجزء الأول لشريان الفك العلوي الذي يُعد أحد الأفرع النهائية الاثنان للشريان السباتي الظاهر. عقب تفرعه من شريان الفك العلوي في الحفرة تحت الصدغ، يقوم بالمرور عبر الثقب الشائك لكي يُغذي الأم الجافية (الطبقة الخارجية من السحايا) وقبة الجمجمة. الشريان السحائي الأوسط هو أكبر الأفرع الثلاثة التي تقوم بتغذية السحايا.

## التركيب
يقوم الشريان السحائي المتوسط بالصعود لأعلى ببن الرباط الوتدي الفكي والعضلة الجناحية الوحشية وبين جذري العصب الأذني الصدغي حتي يدخل القحف عن طريق الثقب الشائك في العظم الوتدي.

## الاختلافات
في حوالي نصف الأفراد قد يتفرع الشريان السحائي الأوسط إلى الشريان السحائي الإضافي "accessory meningeal artery".
قد ينشأ الشريان السحائي الأوسط من الشريان العيني أو من الشريان الدمعي.

## الأهمية الطبية
إصابة الشريان السحائي الأوسط يُعد السبب الأشهر على الإطلاق للورم الدموي فوق الجافية.